# Cobbler (menjar)
El cobbler són unes postres que consisteixen en un farcit de fruita abocat en una safata de forn i cobert amb bescuit. Algunes receptes, especialment al sud dels Estats Units, s'assemblen a les d'una coca farcida. El cobbler forma part de la cuina del Regne Unit, els Estats Units i alguns països de la Commonwealth, com ara el Canadà. És considerat un plat diferent al crumble.

## Origen
El cobbler es va originar l'Amèrica britànica. Els colons anglesos eren incapaços de fer els puddings de seu tradicionals a causa de la manca d'ingredients adequats i d'equips de cuina, per la qual cosa, en lloc d'això, van cobrir un farcit guisat amb una capa crua de galeta, scone o crestes.
L'origen del nom cobbler, registrat des de 1859, és incert: pot estar relacionat amb la paraula arcaica cobeler, que significa "bol de fusta", o el terme pot ser degut al fet que la coberta té l'aspecte visual d'un "empedrat", d'aquí el nom cobble.

## Varietats

### Amèrica del Nord

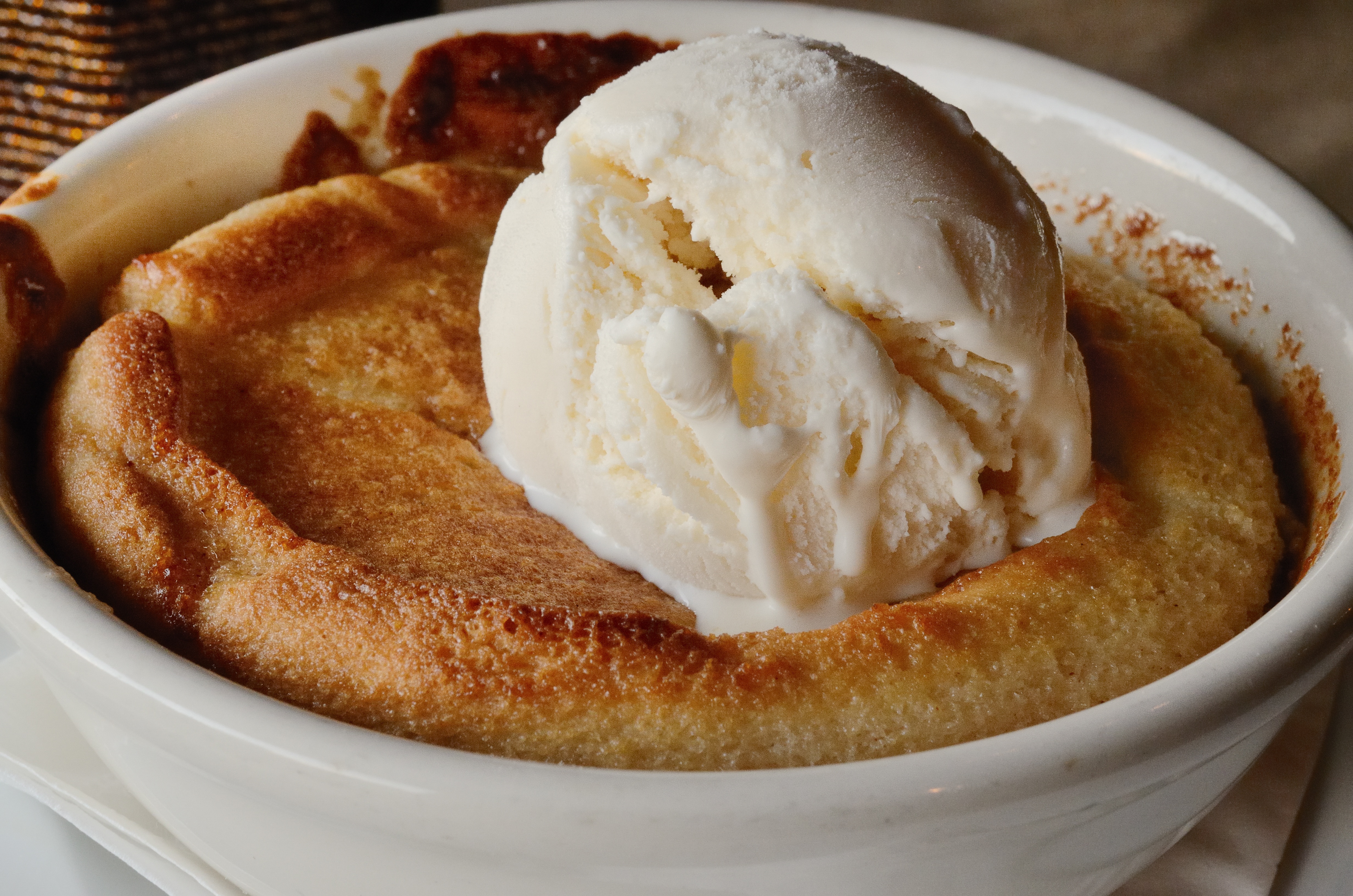
Cobbler de préssec amb gelat

Grunts, pandowdy i slumps són varietats de cobbler de Nova Brunswick, Nova Escòcia, l'Illa del Príncep Eduard, Nova Anglaterra i Pennsilvània (on rep el nom d'apple pan dowdy), típicament fetes en una paella de ferro, amb la massa de sobre en forma de boles.
Als Estats Units, les varietats addicionals de cobbler inclouen l'apple pan dowdy, el Betty, el buckle (elaborat amb pasta groga), el dump (o dump coke), el grump, el slump i el sonker. El sonker és típic de Carolina del Nord: és una versió de cobbler de plat fondo.
Els cobblers se solen elaborar amb diversos tipus de fruita, tot i que normalment sense barreges i se solen acompanyar amb gelat de vainilla. Els cobblers salats són menys comuns i poden ser de tomata, formatge o carn.
Texas va designar el cobbler de préssec com a cobbler oficial de l'estat el 2013.

#### CobblerBetty
La variant americana coneguda com a Betty o brown Betty data de principis del segle xix. L'any 1864 va aparèixer a la Yale Literary Magazine. i el 1890 en una recepta del Practical Sanitary and Economic Cooking Adapted to Persons of Moderate and Small Means.
Els Brown Betties s'elaboren amb bescuit picat (o trossos de pa, o molles de galetes graham) i fruita, generalment pomes tallades a daus, en capes alternes.

### Regne Unit i Commonwealth
Al Regne Unit i Commonwealth predomina el cobbler amb scones i pot ser tant dolç (de poma, mora o préssec) com salat (de carn de xai o de vedella). Els scones que acompanyen els cobblers salats solen ser de formatge o herbes.
Els cobblers i els crumbles van ser promoguts pel Ministeri d'Alimentació durant la Segona Guerra Mundial, ja que són saciants, no duen gaire mantega i es poden fer amb margarina.